# Dorin Marc
Dorin Marc (* 1958 in Rumänien) ist ein rumänischer Professor für Kontrabass an der Hochschule für Musik Nürnberg.

## Leben
Marc studierte an der Hochschule für Musik in Bukarest unter anderem bei den Professoren Nicolae Popa und Ion Cheptea.
Anschließend war er von 1981 bis 1992 in der Philharmonie von Cluj-Napoca (Klausenburg) Solokontrabassist. Ab 1978 war er zugleich Solokontrabassist im „Orchestra Internationale d’Italia“. Auch diese Tätigkeit beendete er 1992, als er zu den Münchner Philharmonikern ging. Sechs Jahre später wurde er Dozent an der Hochschule für Musik Nürnberg, gab aber seine Tätigkeit in München nicht auf. 2003 wurde er dann zum  Professor an der Hochschule für Musik Nürnberg bestellt.

## Auszeichnungen
- 1. Preis beim Landeswettbewerb in Rumänien – 1977, 1979 und 1986
- 3. Preis beim Internationalen Instrumentalwettbewerb Markneukirchen – 1979
- Spezialpreis der Jury beim  Internationalen Musikwettbewerb der ARD – 1979
- Bronzemedaille beim Concours de Genève – 1978
- 1. Preis beim Internationalen Instrumentalwettbewerb Markneukirchen – 1981
- Silbermedaille beim Concours de Genève – 1983
- 2. Platz beim  Internationalen Musikwettbewerb der ARD – 1985
- Preis der rumänischen Musikkritik – 1986
- 1. Preis und lebenslange Mitgliedschaft der International Society of Bassists – 1991